# Joses Sanga
Joses Wawari Sanga, né le 17 février 1956 et mort le 1er mai 2007, est un homme politique salomonais.

## Biographie
Il naît sur la petite île de Ngongosila, près de l'île de Malaita dans l'archipel des Salomon, durant la période coloniale britannique. Il obtient un diplôme de Master en politique publique de l'université Victoria de Wellington, suivi d'un Master en administration du développement à l'université nationale australienne à Canberra. D'abord greffier à partir de 1976, il travaille dans l'administration publique de son pays devenu un État indépendant en 1978, devenant secrétaire permanent de plusieurs ministères successivement à partir de 1994, et à terme secrétaire du cabinet auprès du Premier ministre.
Il démissionne de cette fonction en 2001 pour entrer en politique et est élu député de la circonscription de Malaita-est au Parlement national aux élections législatives de 2001. Il siège comme député d'opposition au gouvernement de Sir Allan Kemakeza, durant la période très difficile des conflits inter-ethniques qui fragilisent le pays. Adhérent au Parti national que mène Francis Billy Hilly, il est réélu dans sa circonscription aux élections de 2006 ; il quitte toutefois le parti en raison d'un désaccord avec les positions pro-Chine de Francis Billy Hilly. Il est fait ministre du Service public dans le gouvernement de coalition de Manasseh Sogavare en mai 2006.
Pris d'un malaise tôt le matin du 1er mai 2007, il est transporté à l'hôpital de Honiara où son décès est constaté. Il a 51 ans,.